# Jan Stallich
Jan Stallich (19. března 1907 v Praze – 14. června 1973 v Praze) byl český kameraman.

## Biografie
Pocházel z filmařského prostředí, už jeho otec Julius Stallich byl kameraman, který je považován za průkopnickou osobnost českého filmu, jež pomáhala točit filmy Janu Kříženeckému. Již roce 1924 ve svých 17 letech natočil svůj první dokumentární film. Později pracoval jakožto vedoucí filmových laboratoří, kde spolupracoval s Karlem Lamačem. Působil ve funkci hlavního kameramana firmy Elektrajournal.
Hrané filmy začal točit v roce 1927 a postupně se vypracoval ve světově uznávaného kameramana. Ve známost vešel jako kameraman skandálního snímku Extase, následně získal několik nabídek na práci v zahraničí. V letech 1935/36 pracoval v Londýně.
Po okupaci Československa odešel znovu do Londýna, ale po vypuknutí války se usadil v Itálii a jako kameraman tam natočil několik filmů s historickou tematikou. V roce 1941 ho rakouský herec, režisér a producent Willi Forst pozval do Vídně, kde pro něj Stallich pracoval až do konce války.
Od roku 1945 byl Stallich opět činný jako kameraman v Československu. V roce 1955 byl jmenován zasloužilým umělcem. V jeho velmi rozsáhlé filmografii lze nalézt celou řadu pozoruhodných snímků, z nich mnohé dnes patří do zlatého fondu české kinematografie.

## Filmografie, výběr
- 1970 Pinocchiova dobrodružství II. (TV film)
- 1969 Barevná revue (TV film)
- 1968 Naše bláznivá rodina
- 1967 Když má svátek Dominika
- 1967 Waterloo
- 1966 Lidé z maringotek
- 1966 Ski Fever
- 1964 Starci na chmelu
- 1962 Hoffmannovy povídky
- 1962 Objev na Střapaté hůrce
- 1962 Rusalka
- 1961 Tažní ptáci
- 1960 Nastupte, prosím!
- 1960 Otomar Korbelář
- 1960 Případ Lupínek
- 1959 Mstitel
- 1959 Slečna od vody
- 1957 Florenc 13.30
- 1957 Páté kolo u vozu
- 1956 Hrátky s čertem
- 1956 Kudy kam?
- 1955 Mladé dny
- 1955 Psohlavci
- 1955 Rudá záře nad Kladnem
- 1955 Spartakiáda
- 1953 Krejčovská povídka
- 1953 Setkání v Bukurešti
- 1953 Tajemství krve
- 1953 Večery s Jindřichem Plachtou
- 1952 Dovolená s Andělem
- 1951 Císařův pekař a pekařův císař
- 1950 Temno
- 1949 Revoluční rok 1848
- 1948 Léto
- 1948 O ševci Matoušovi
- 1948 Zelená knížka
- 1947 Jan Roháč z Dubé
- 1947 Předtucha
- 1946 Cesta k barikádám
- 1946 Muži bez křídel
- 1946 Třináctý revír
- 1945 Vlast vítá
- 1941 Vídeňská krev
- 1940 21 dní
- 1939 Dědečkem proti své vůli
- 1939 Jiný vzduch
- 1939 Kdybych byl tátou
- 1939 Osmnáctiletá
- 1939 U pokladny stál
- 1938 Ideál septimy
- 1938 Klapzubova XI.
- 1938 Pod jednou střechou
- 1938 Stříbrná oblaka
- 1938 Svět, kde se žebrá
- 1938 Škola základ života
- 1936 Golem
- 1935 A život jde dál
- 1935 Ať žije nebožtík
- 1935 Hrdina jedné noci
- 1935 Jedna z milionu
- 1935 Koho jsem včera líbal?
- 1934 Pán na roztrhání
- 1934 Z bláta do louže
- 1934 Žena, která ví co chce
- 1934 Život vojenský, život veselý
- 1933 Diagnosa X
- 1933 Dům na předměstí
- 1933 Její lékař
- 1933 Jsem děvče s čertem v těle
- 1933 Madla z cihelny
- 1933 Na sluneční straně
- 1933 Okénko
- 1933 Řeka
- 1933 Revizor
- 1933 Sejde s očí, sejde s mysli
- 1933 Srdce za písničku
- 1933 Strýček z Ameriky
- 1933 Svítání
- 1933 Štvaní lidé
- 1933 Záhada modrého pokoje
- 1932 Děvčátko, neříkej ne!
- 1932 Extase
- 1932 Funebrák
- 1932 Lelíček ve službách Sherlocka Holmese
- 1932 Pepina Rejholcová
- 1932 Právo na hřích
- 1932 Růžové kombiné
- 1932 Vězeň na Bezdězi
- 1932 Zlaté ptáče
- 1931 Dobrý voják Švejk
- 1931 Spejblovo filmové opojení (první zvukový film s loutkami Spejbla a Hurvínka)